# Fethullah Gülen
Fetullah Gülen (Pasinler, Erzurum, 27. travnja 1941. – ?, 20. listopada 2024.) bio je turski propovjednik, imam, islamski učenjak i politički vođa. Osnivač je pokreta Gülen (ponekad poznatog i kao Hizmet). Kraj života dočekao je u dobrovoljnome egzilu u Saylorsburgu u Pennsylvaniji, u SAD-u.
Gülen je zastupao anadolijsku (hanefijsku) verziju islama koja proizilazi iz učenja sunitskog učenjaka Saida Nursîja. Gülen je izjavio da vjeruje u znanost, međuvjerski dijalog i višestranačku demokraciju. Započeo je dijalog s Vatikanom i nekim židovskim organizacijama.
Gülen je bio aktivno uključen u socijalne debate koje se tiču budućnosti Turske i islama u modernome svijetu. U medijima na engleskom jeziku, opisan je kao jedna od najvažnijih muslimanskih ličnosti. O njegovu se pokretu reklo da ima karakteristike kulta, a njegova tajnovitost i utjecaj u turskoj politici uspoređuje se s islamskim Opusom Dei.
U turskome se kontekstu Gülen čini religijski konzervativnim.
Bio je saveznik turskog predsjednika Erdoğana do 2013., nakon čega ga je Erdoğan optužio za korupciju. Turska ga smatra najopasnijim teroristom i tražila je njegovo izručenje od SAD-a, što je SAD odbijao. Erdoğan ga je optuživao da stoji iza neuspješna puča 2016. godine.
Gülen se zalagao za ulazak Turske u EU i protivio se turskomu anganžmanu u ratu u Siriji.
Pokret Gülen danas raspolaže stotinama fakulteta i tisućama škola te drugih obrazovnih institucija u više od 100 zemalja svijeta. Također raspolaže i bankama, nevladinim udrugama i medijima.